# Charançon du blé
 (juillet 2018).
Si vous disposez d'ouvrages ou d'articles de référence ou si vous connaissez des sites web de qualité traitant du thème abordé ici, merci de compléter l'article en donnant les références utiles à sa vérifiabilité et en les liant à la section « Notes et références ».
Sitophilus granarius
Espèce
Sitophilus granarius, dit également « charançon du blé », « calandre des grains », « calandre des greniers », est une espèce d'insectes coléoptères de la famille des Curculionidae, ou selon d'autres auteurs de la famille des Dryophthoridae, à répartition quasi-cosmopolite.
Ce charançon est un insecte ravageur des céréales stockées, dont les larves se développent à l'intérieur des grains. Il attaque non seulement le blé, mais également la plupart des céréales : avoine, seigle, orge, maïs, entre autres, ainsi que les produits dérivés (farine) et d'autres graines, notamment de Fabaceae (légumineuses).

## Description
Adulte, il mesure de 2 mm à 3 mm de long. Il est de couleur brun noir. Il ne vole pas (élytres collés). La larve est généralement cachée dans le grain où elle forme une nymphe. Il préfère le blé et le seigle, mais peut infester d'autres céréales quelle que soit la présentation, c'est-à-dire sous forme de semoule ou farine. Le charançon du blé est nuisible aux cultures céréalières et provoque de véritables ravages. La femelle peut pondre jusqu'à 150 à 200 œufs.
Comme de nombreux autres coléoptères, le Sitophilus granarius utilise son rectum pour absorber l'humidité nécessaire à sa survie. L'insecte est aptère et voyage grâce au transport international des aliments. Sa présence dans certains aliments retrouvés sur les sites archéologiques permet de tracer l'origine du Sitophilus granarius à l'Asie mineure, avec une progression vers la Proche-Orient durant le Néolithique, un fort développement en Europe pendant l'empire romain, et une arrivée en Amérique au XVIIe siècle.

## Cycle de vie
Entre 2 et 4 mois selon la température ambiante. La température favorable à la reproduction est comprise entre 5 à 35 degrés Celsius.
La femelle place chacun de ses œufs dans un grain de blé puis referme le petit trou avec de la salive mucilagineuse. Après éclosion, les larves se nourrissent de l'albumen du grain.

## Mœurs
C'est un vorace et un parasite des cultures. Après avoir séjourné comme nymphes, c'est en tant qu'adultes qu'ils sortent et laissent un trou caractéristique dans le grain.

## Ravages
Le poids et la qualité des grains infectés diminuent. Le grain peut germer si l'embryon est viable mais les plantules seront faibles et sensibles aux maladies.

## Distribution
Sitophilus granarius a une aire de répartition quasi-cosmopolite. C'est une espèce adaptée aux climats tempérés et présente dans tous les pays tempérés. Elle est plus rare dans les pays tropicaux, où on la trouve dans les régions de hauts plateaux à climat plus frais. Ce charançon peut néanmoins causer des dégâts dans les stocks de céréales dans les pays chauds, même s'il ne survit pas.

## Ennemis
Theocolax elegans est une espèce de petits hyménoptères parasites des larves de charançon du blé.
Le principal ennemi du charançon du blé est l'homme qui cherche à l'exterminer.

## Synonymes
Selon BioLib :
- Calandra granaria (Fabricius) Gistl, 1848
- Curculio contractus Geoffroy, 1785
- Curculio granarius Linnaeus, 1758